# Rio Benjamin Constant
Rio Benjamin Constant är ett vattendrag i Brasilien.   Det ligger i delstaten Paraná, i den södra delen av landet, 1 300 km sydväst om huvudstaden Brasília.
Omgivningarna runt Rio Benjamin Constant är en mosaik av jordbruksmark och naturlig växtlighet. Runt Rio Benjamin Constant är det ganska tätbefolkat, med 78 invånare per kvadratkilometer.